# Kerstening

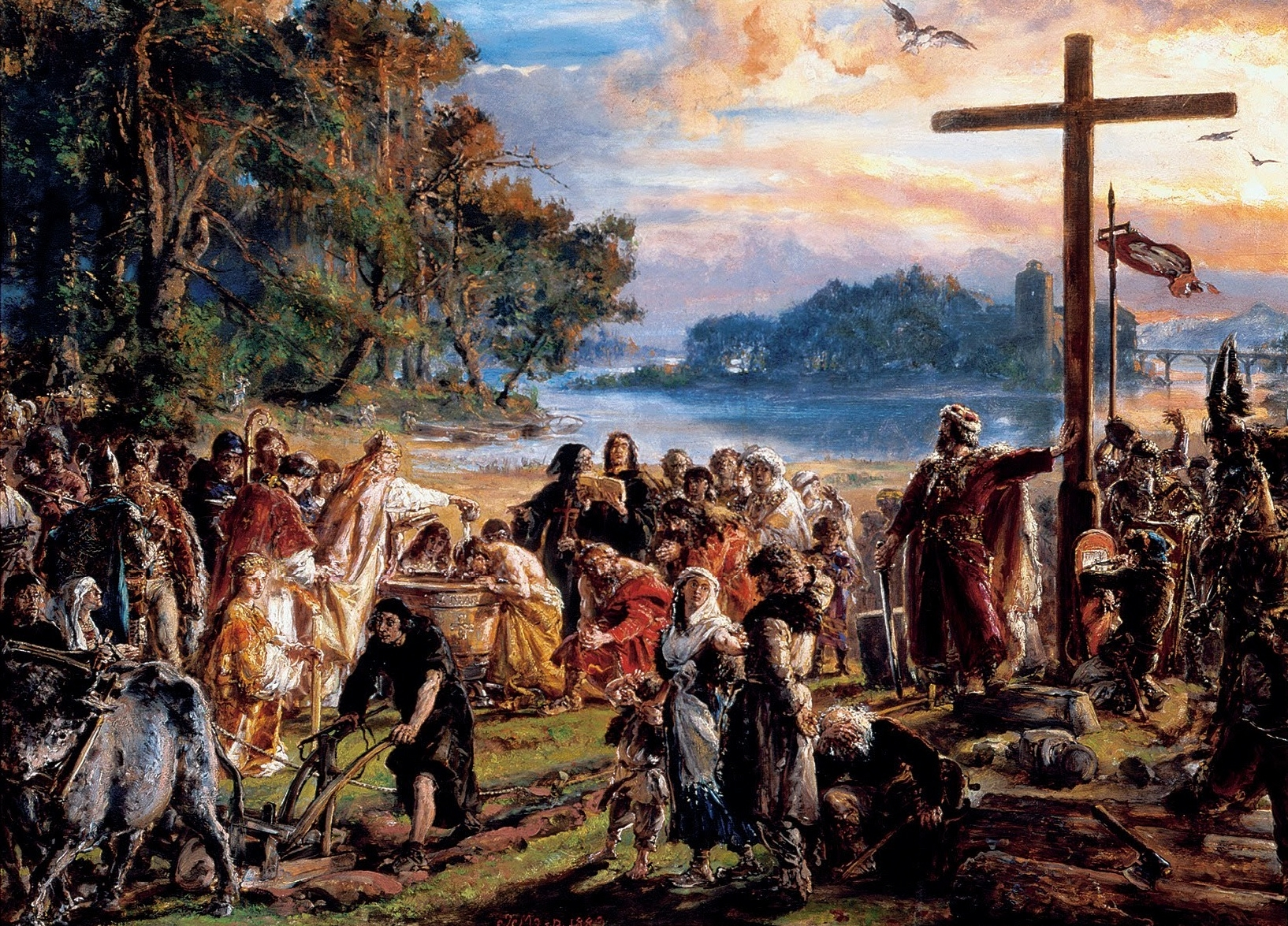
Kerstening van Polen.

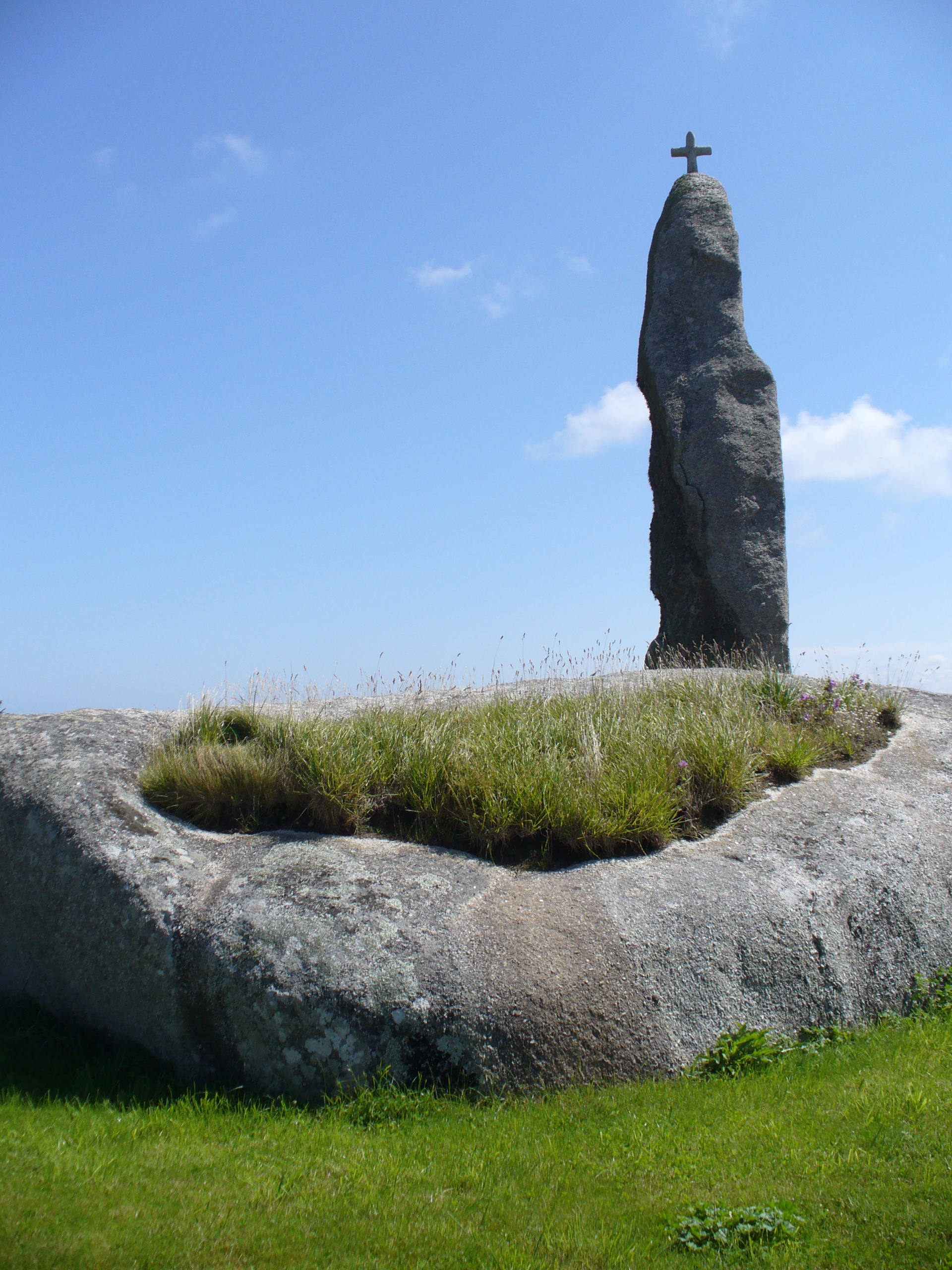
Een gekerstende menhir, deze 8,5 meter hoge menhir is een van de vier grootste menhirs van Frankrijk

Kerstening is het historische bekeren van niet-christelijke volkeren tot het christendom door aanhangers van het christelijk geloof en hun wereldlijke bondgenoten. Dat gebeurde vaak massaal en ook door systematisch gebruik van geweld of het inzetten van zware straffen. 
Synoniem aan kerstening zijn de termen christianisatie en het modernere evangelisatie.

## Geschiedenis
Aan het einde van de 3e eeuw behoorden het huidige Turkije, Cyprus, Kreta, de Nijldelta en de gebieden rond Carthago (Donatisme) en Cyrene tot de gebieden waar veel bewoners tot het christendom waren toegetreden. Vanaf de vierde eeuw was het christendom het officiële geloof in het Romeinse en Byzantijnse Rijk. Het merendeel van de Europese volkeren werd gekerstend in de Middeleeuwen. Tegen het einde van de 6e eeuw waren grote delen van Europa ten zuiden en ten westen van de Donau en de Rijn gekerstend. Tijdens de 8e en de 9e eeuw is ook het gebied tussen Rijn, Donau en Oder gekerstend met dwang en geweld.
In de Lage Landen ten zuiden van de Rijn zouden de Franken zich rond 500 massaal gekerstend hebben, naar het voorbeeld van de Frankische vorst Chlodovech (Clovis). Het deel boven de grote rivieren is vanaf het midden van de 8e eeuw gekerstend met "ijzeren tongen" (het zwaard). Daarbij boden vooral de Saksen onder leiding van Widukind enkele decennia weerstand aan de Frankische machthebbers Karel Martel en Karel de Grote. Naast dwang door de heerser in bepaalde gebieden en overtuiging door rondtrekkende monniken, was er echter ook een meer pragmatische aanpak waarbij bepaalde gewoonten of heilige plaatsen verchristelijkt werden. Op sommige heilige plaatsen werden kapellen gebouwd. Bepaalde "heidense" feestdagen werden gekoppeld aan christelijke feestdagen. "Heidense" gewoonten werden overgenomen in de kerk, een gebruik dat tijdens de reformatie totaal werd uitgebannen uit de kerk.
Karel de Grote had een pakt gesloten met de Rooms-Katholieke Kerk en moest ervoor zorgen dat alle Saksen christen werden, hij voerde onder andere oorlogen om dat te bereiken. Naar de nieuwe leer werd de macht van de keizer beschouwd als direct door de God gegeven die de katholieke kerk aanbad. De opvatting dat godsdienstig geloof een persoonlijke levenskeuze is, paste niet in deze zienswijze. Hij liet iedereen vermoorden die weigerde gedoopt te worden, vlees at in de door de kerk voorgeschreven vastentijd of bijvoorbeeld een dode cremeerde.
In Noord-Europa dringt de kerstening langzaam door vanaf de 8e eeuw. Uit overleveringen blijkt dat van alle Scandinavische volkeren de Zweden het moeilijkst te kerstenen waren: zij werden een halve eeuw later gekerstend dan de Denen, die in 948 gekerstend werden.

IJsland ging officieel in het jaar 1000 over tot het christendom, maar de eigen verteltraditie bleef nog lang in stand. Dichters (skalden) droegen generatie op generatie de oude gedichten over goden en helden over.
Twee eeuwen later werden belangrijke gedichten en verhalen uit deze traditie op schrift gesteld: dit waren de Poëtische Edda en de Proza-Edda.
De Polen en de Hongaren werden omstreeks het jaar 1000 gekerstend. Het waren Cyrillus en Methodius die rond die tijd de Slavische volkeren in de gebieden rond de Dnjestr tot het christendom bekeerden. Zij schonken hun ook een schrift: het cyrillisch schrift. In 988 ging het Kievse Rijk over tot het christendom.

De Finnen werden gekerstend in de 12e en de 13e eeuw, gelijktijdig met de Oude Pruisen. De Litouwers zijn de laatste Europese bevolkingsgroep die werd gekerstend, namelijk tijdens de 14e eeuw.
Het Saamivolk bood weerstand tegen de kerstening tot de 18e eeuw.

### Buiten Europa
Niet alleen Europa werd gekerstend. De Europese mogendheden trachtten ook hun geloof op te leggen aan de door hen gekoloniseerde gebieden. De katholieke missie is vooral in Latijns-Amerika en de Filipijnen succesvol geweest. Ook in Afrika bezuiden de Sahara is het christelijke geloof wijdverbreid. 